# Čagodošča
Čagodošča nebo Čagoda (rusky Чагодоща nebo Чагода) je řeka v Leningradské a Vologdské oblasti v Rusku. Je 242 km dlouhá. Povodí má rozlohu 9 680 km².

## Průběh toku
Pramení na Tichvinské grjadě. Je to levý přítok řeky Mology (povodí Volhy) na 58 říčním kilometru.

## Vodní režim
Zdroj vody je smíšený s převahou sněhového. Nejvyšších vodních stavů dosahuje v dubnu a v květnu. Průměrný roční průtok vody ve vzdálenosti 112 km od ústí činí 58 m³/s. Zamrzá v listopadu až v prosinci a rozmrzá v dubnu až na začátku v května.

## Využití
V délce 157 km na dolním toku je součástí Tichvinské vodní cesty.